# United States Digital Service
United States Digital Service, abrégé USDS, est une administration fédérale américaine au sein du Bureau exécutif du président des États-Unis créée le 11 août 2014 pour améliorer et simplifier les services numériques de l'administration américaine et conseiller les agences sur leur stratégie en système d'information.